# Oosterse muisspin
De Oosterse muisspin (Missulena bradleyi) is een spin binnen het geslacht der Missulena. Het is een kleine muisspin, die gevaarlijk is door het neurotoxisch gif. Ze komt voor in Australië, voornamelijk in New South Wales (het oosten van Australië).
De beet van deze soort is zeer gevaarlijk, alhoewel dodelijke slachtoffers erg zeldzaam zijn. Het enige middel tegen een beet is een onmiddellijke toediening van een tegengif.
William Rainbow die in 1914 de spin als eerste beschreef, eerde met de Latijnse naamgeving de Australische arachnoloog Henry Houghton Burton Bradley.

## Beschrijving
Deze muisspinnen zijn middelmatig van grootte. Ze bereiken een lengte van 1 tot 3 cm. Hun carpax is glanzend en hun ogen staan verspreid over de voorkant van hun kop. De cheliceren (gifkaken) vallen erg op, omdat ze rond en groot zijn. Bij de mens kunnen ze lelijke open wonden veroorzaken. Hun spintepels, gesitueerd aan de punt van het abdomen, zijn vrij klein. De vrouwtjes zijn compleet zwart, de mannetjes zijn iets gekleurder, afhankelijk van de soort. Hun poten zijn zwart en erg gedrongen.

## Voedsel
De Oosterse muisspin eet voornamelijk insecten, waaronder wespen, duizendpoten, maar ook schorpioenen en zelfs buideldassen.

## Woning
Net zoals de valdeurspinnen leeft deze spin ook in een zelfgegraven hol (tot 30 cm diep), dat wordt afgesloten met een deksel. De vrouwtjes blijven meestal hun hele leven in hetzelfde hol wonen, de mannetjes veranderen regelmatig van hol.